# James Mason (hockey sur gazon)
Pour les articles homonymes, voir Mason et James Mason (homonymie).
James Robert Mason, né le 19 juin 1947, est un joueur australien de hockey sur gazon.

## Biographie
James Mason fait partie de l'équipe nationale australienne médaillée d'argent aux Jeux olympiques d'été de 1968 à Mexico, défaite en finale par le Pakistan. Il est aussi cinquième des Jeux olympiques d'été de 1972 à Munich.